# Veliki Videm
Veliki Videm je naselje u slovenskoj Općini Trebnju. Veliki Videm se nalazi u pokrajini Dolenjskoj i statističkoj regiji Jugoistočnoj Sloveniji. 

## Stanovništvo
Prema popisu stanovništva iz 2002. godine naselje je imalo 59 stanovnika.